# Janegoodallia
Janegoodallia is een geslacht van vlinders van de familie van de Metarbelidae. De wetenschappelijke naam en de beschrijving van dit geslacht werden voor het eerst in 2014 gepubliceerd door Ingo Lehmann.
Dit geslacht is monotypisch, dat wil zeggen dat het maar één soort heeft namelijk Janegoodallia davenporti Lehmann, 2014 uit Congo-Kinshasa.